# Vysoká u Příbramě

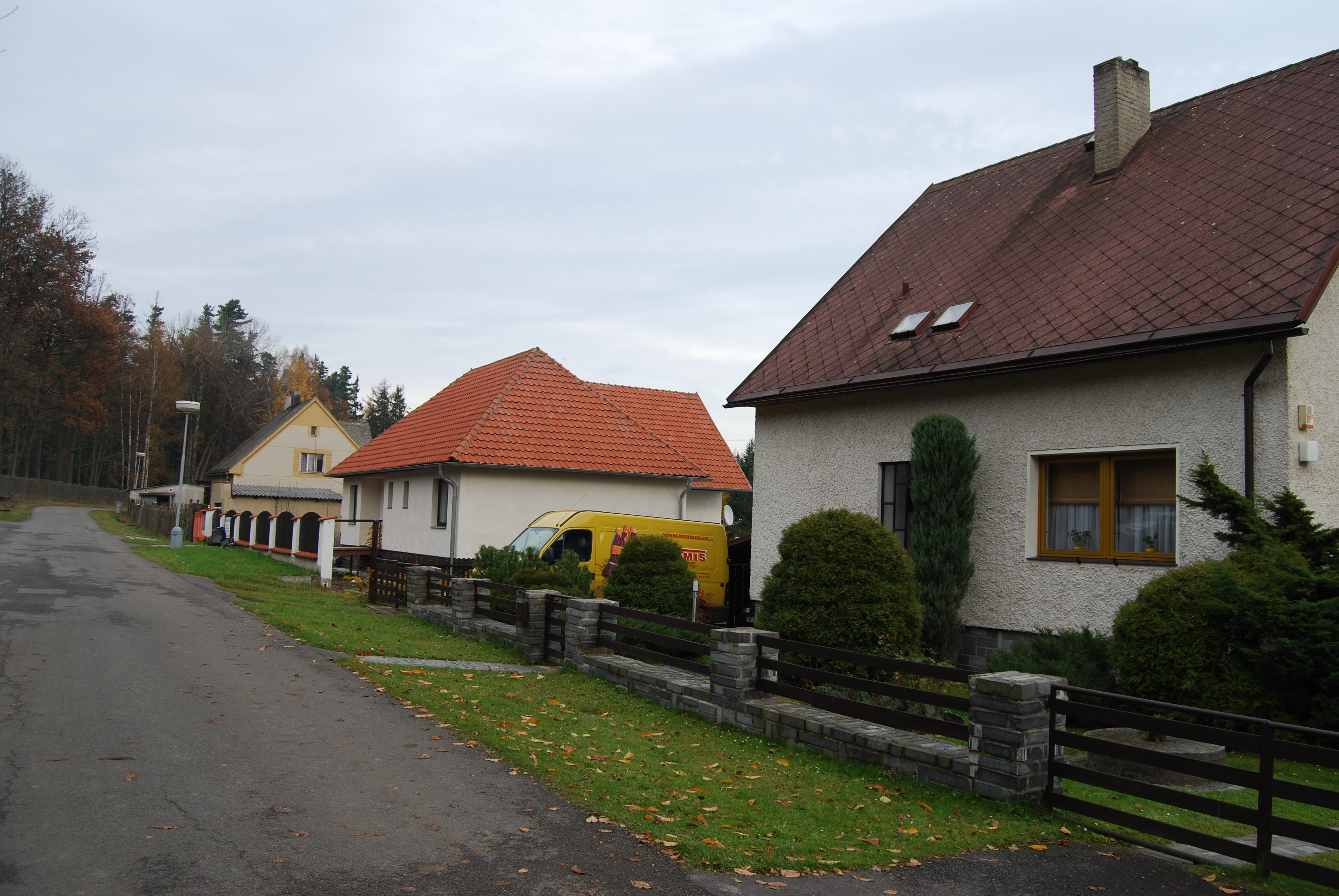
Wieś Vysoká u Příbramě

Vysoká u Příbramě – wieś w okolicy miasta Příbram w kraju środkowoczeskim w Czechach. Miejscowość leży na wysokości 575 m n.p.m., zajmuje obszar 4,86 km² i posiada około 300 mieszkańców (2006). W źródłach historycznych wieś po raz pierwszy została wspomniana w 1367.

## Muzeum im. Antonina Dvořaka

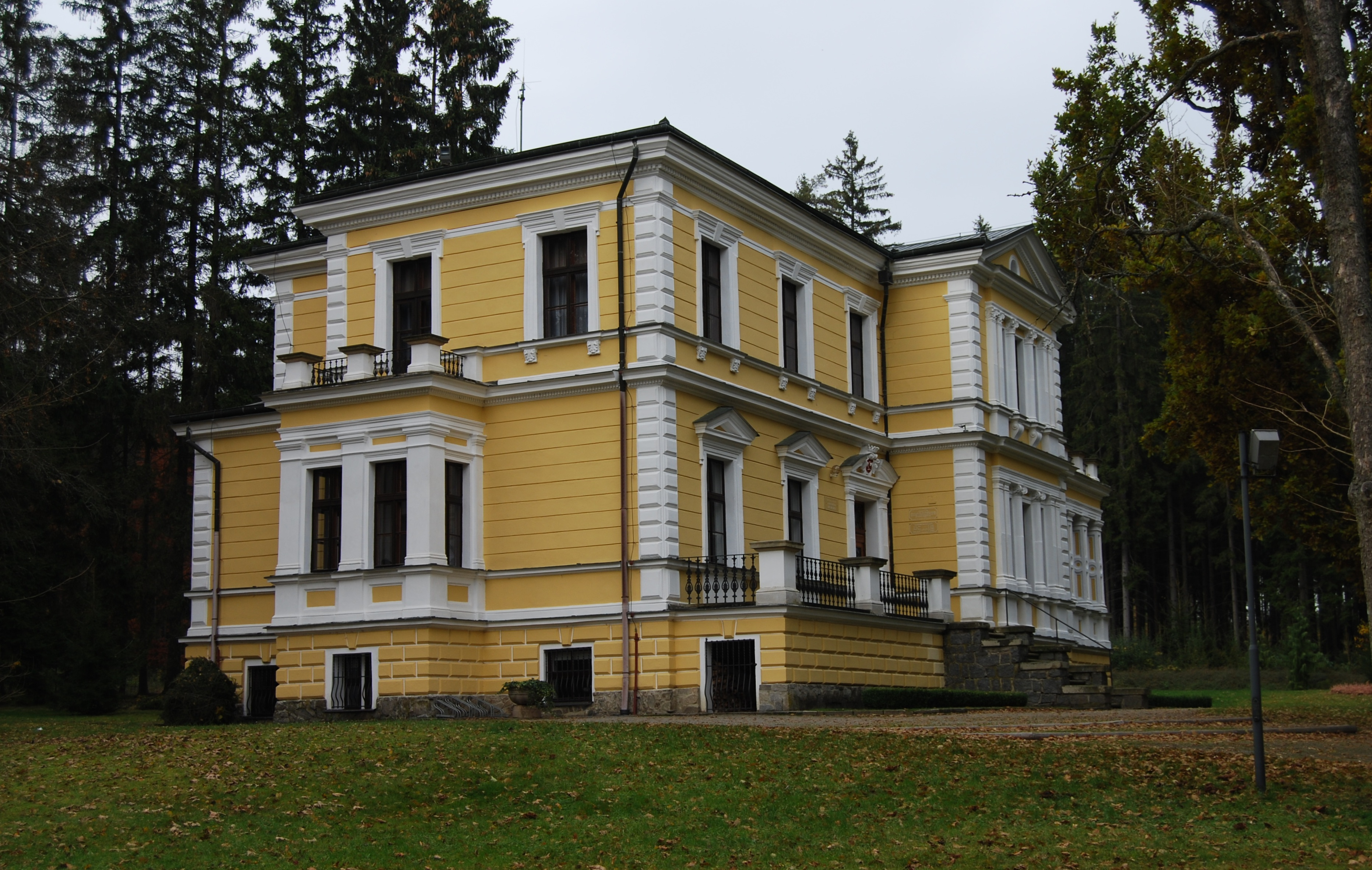
Muzeum im. Antonina Dvořaka we wsi Vysoká u Příbramě

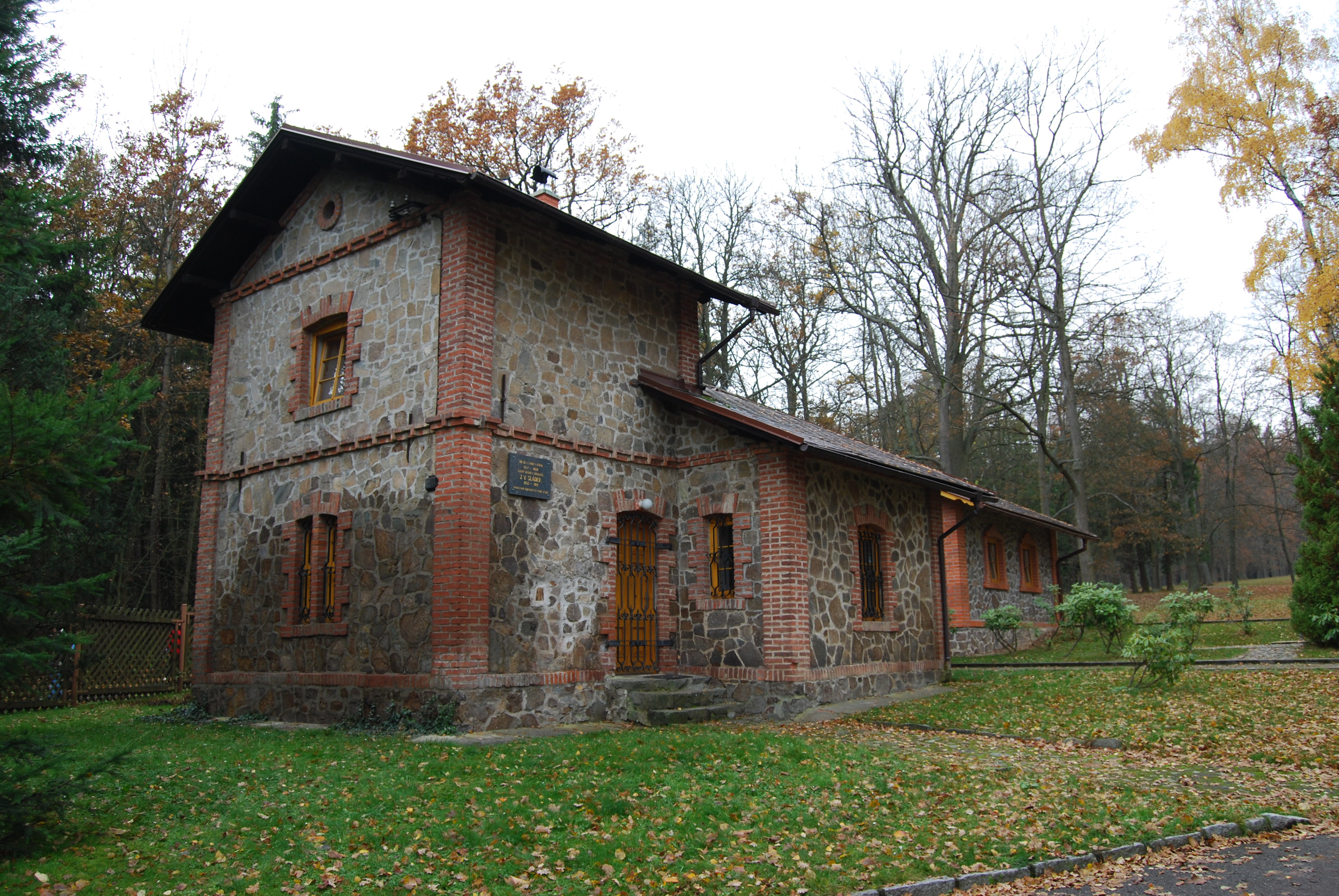
Willa Rusałka

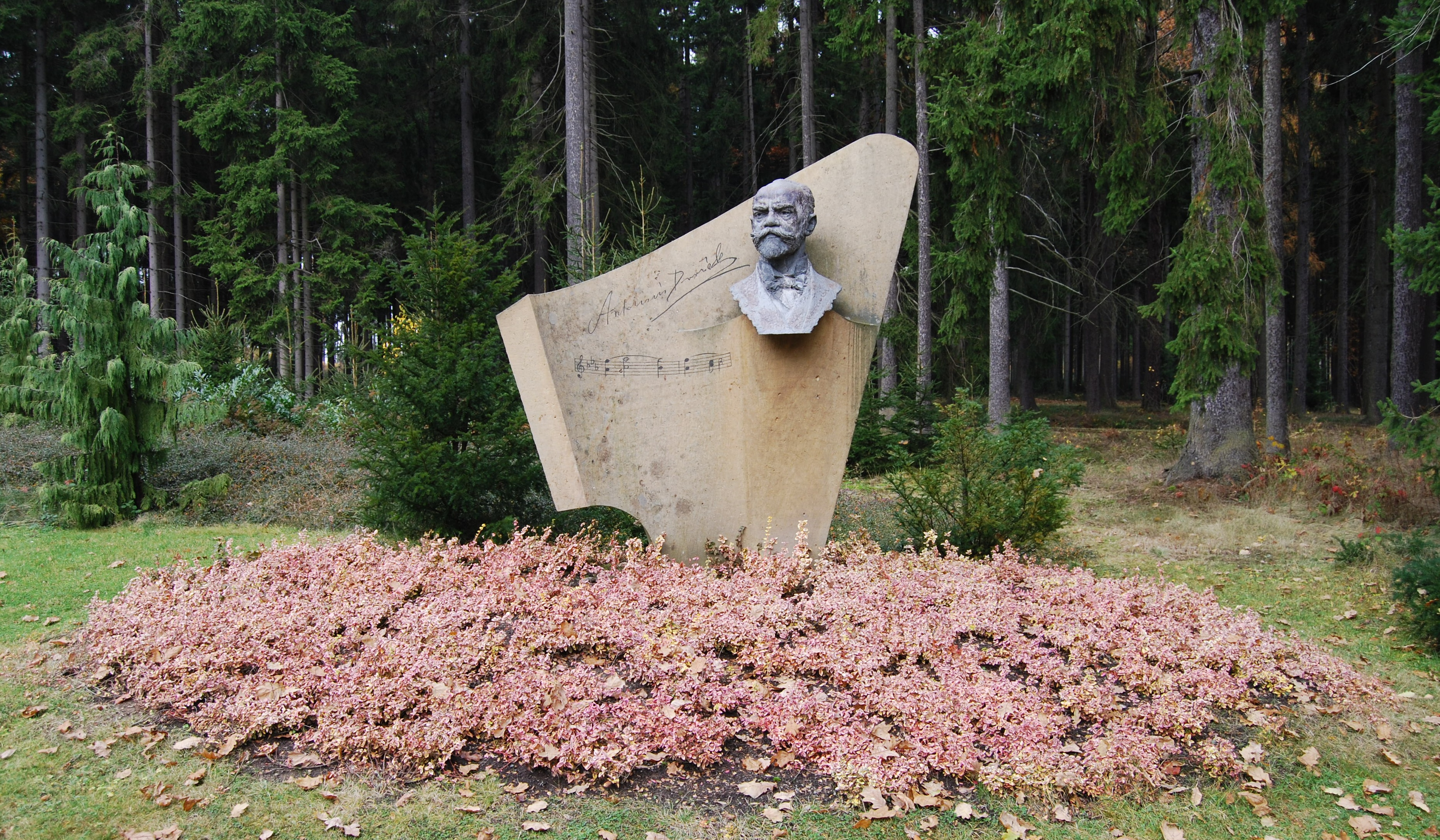
Monument ku czci Antonina Dvořaka, autor: Karel Otáhal 1962.

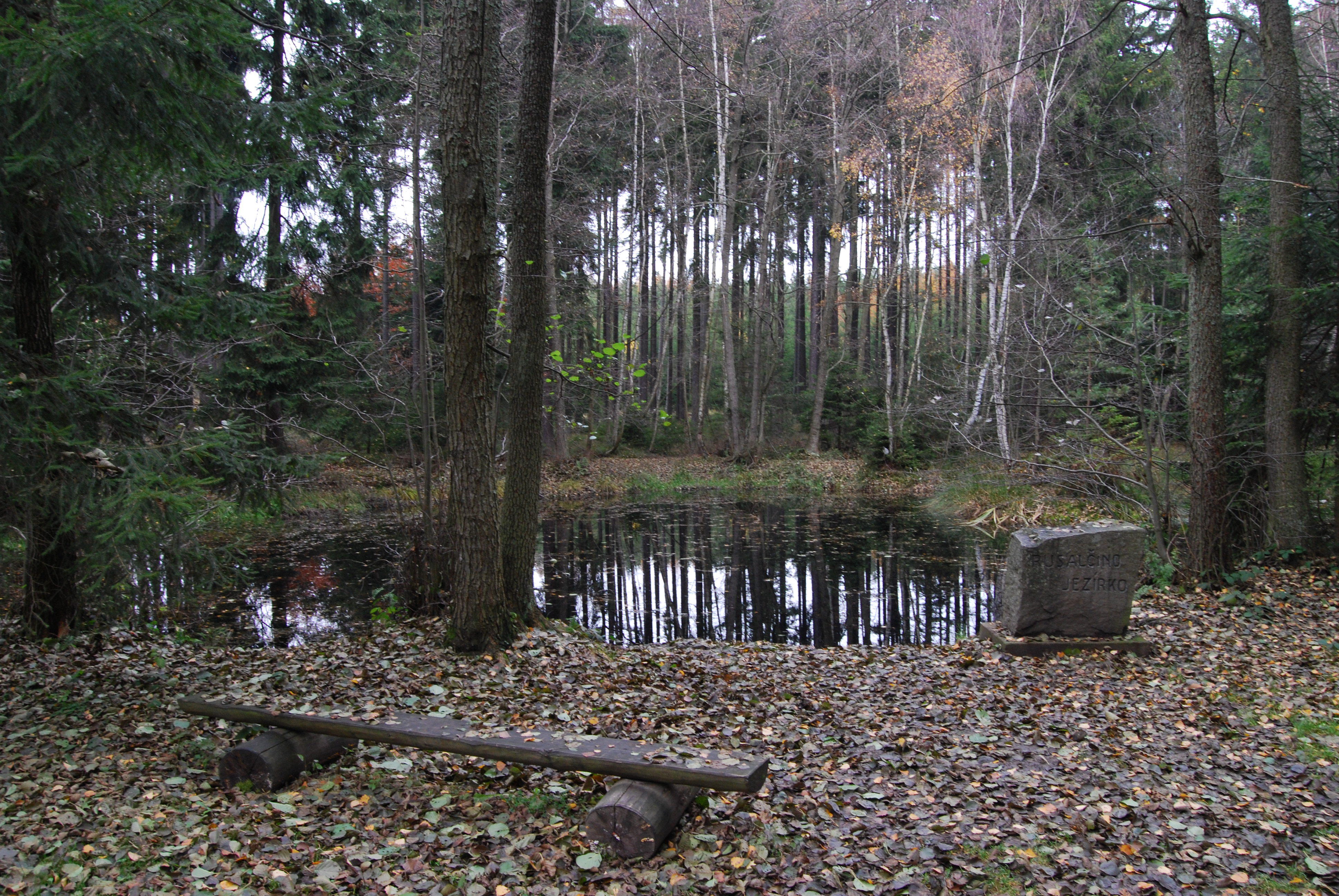
Jezioro Rusałki we wsi Vysoká u Příbramě

Główną atrakcją wsi jest pałacyk letni, zbudowany w roku 1878 w stylu neorenesansowym, otoczony przez ośmiohektarowy park w stylu angielskim. W pobliżu pałacyku znajdują się dwa leśne jeziorka. Jedno z nich nosiło nazwę Jeziora Rusałki. Twierdzi się, że właśnie to jezioro zainspirowało Dvořáka do napisania opery Rusałka.
Właścicielem pałacyku był hrabia Václav Robert Kounic (niem. Wenzel Robert von Kaunitz), który zakupił ten dom dla swojej żony Józefiny z Czermaków Kounicowej (1849–1895), uprzednio znanej praskiej aktorki.
W gościnie u hrabiostwa Kouniców często przebywał czeski kompozytor Antonín Dvořák, szwagier hrabiego Kounica. Żona kompozytora Anna była siostrą Józefiny hrabiny Kounicowej. Obie siostry były uczennicami Dvořáka. Kompozytor spędził tu 2 beztroskie lata, mieszkając wraz z żoną w willi Rusałka. Tu powstała pierwsza wersja opery Rusałka i 8 symfonia Dvořáka.
Obecnie w pałacyku hrabiego Kounica mieści się muzeum im. Antonína Dvořáka. Kierownikiem tego Muzeum jest prawnuk kompozytora Ottokar Dvořák. W parku tuż obok pałacyku znajduje się pomnik Antonína Dvořáka (czes. Památník Antonína Dvořáka) z popiersiem kompozytora. Twórcą tego pomnika jest znakomity czeski rzeźbiarz Karel Otáhal.